# Svetlana Gerasimova
Pour les articles homonymes, voir Gerasimova.
Svetlana Ivanovna Gerasimova (née le 2 février 1951 à Tachkent, URSS) est la directrice de l'École secondaire n° 50 à Tachkent. Elle est une Éducatrice honorée de la république d'Ouzbékistan, un professeur du Peuple d'Ouzbékistan (2000), et l'ancienne présidente du Centre culturel russe de la république d'Ouzbékistan (2003-2009). Elle a également été sénatrice de 2005 à 2010.

## Biographie
Svetlana Gerasimova est née à Tachkent le 2 février 1951. Elle a obtenu son diplôme du Département de Philologie de l'Université d'État de Tachkent, se spécialisant en littérature russe. Elle a travaillé en tant qu'enseignante de littérature russe et a enseigné la langue et la littérature russes dans des écoles du district de Mirzo Ulughbek à Tachkent.

### Activité d'enseignement
Svetlana Gerasimova a occupé le poste de responsable du département éducatif et, de 1988 à 2010, a été directrice de l'École Secondaire n° 50. Elle est l'auteure du «Concept d'Éducation Esthétique», basé sur l'idée de la liberté créative des élèves. Depuis 2003, elle a dirigé l'organisation humanitaire et éducative «Centre Culturel Russe de la République d'Ouzbékistan». Le centre élabore régulièrement des programmes pour l'étude de la langue et de la culture russe en Ouzbékistan. 
En 2004, le Kengash des députés du peuple de la ville a élu Svetlana Ivanovna Gerasimova en tant que sénatrice à l'Oliy Majlis d'Ouzbékistan. Elle a siégé en tant que membre de la Commission des Affaires étrangères du Sénat.

## Récompenses
- Médaille Pouchkine (28 février 2008, Russie)[5].
- Enseignant du peuple d'Ouzbékistan (29 septembre 2000)[6],[7],[8].
- Gratitude du maire de Moscou (19 octobre 2007)[9].